# Balanophyllia europaea
Balanophyllia europaea là một loài san hô trong họ Dendrophylliidae. Loài này được Risso mô tả khoa học năm 1826.

## Hình ảnh

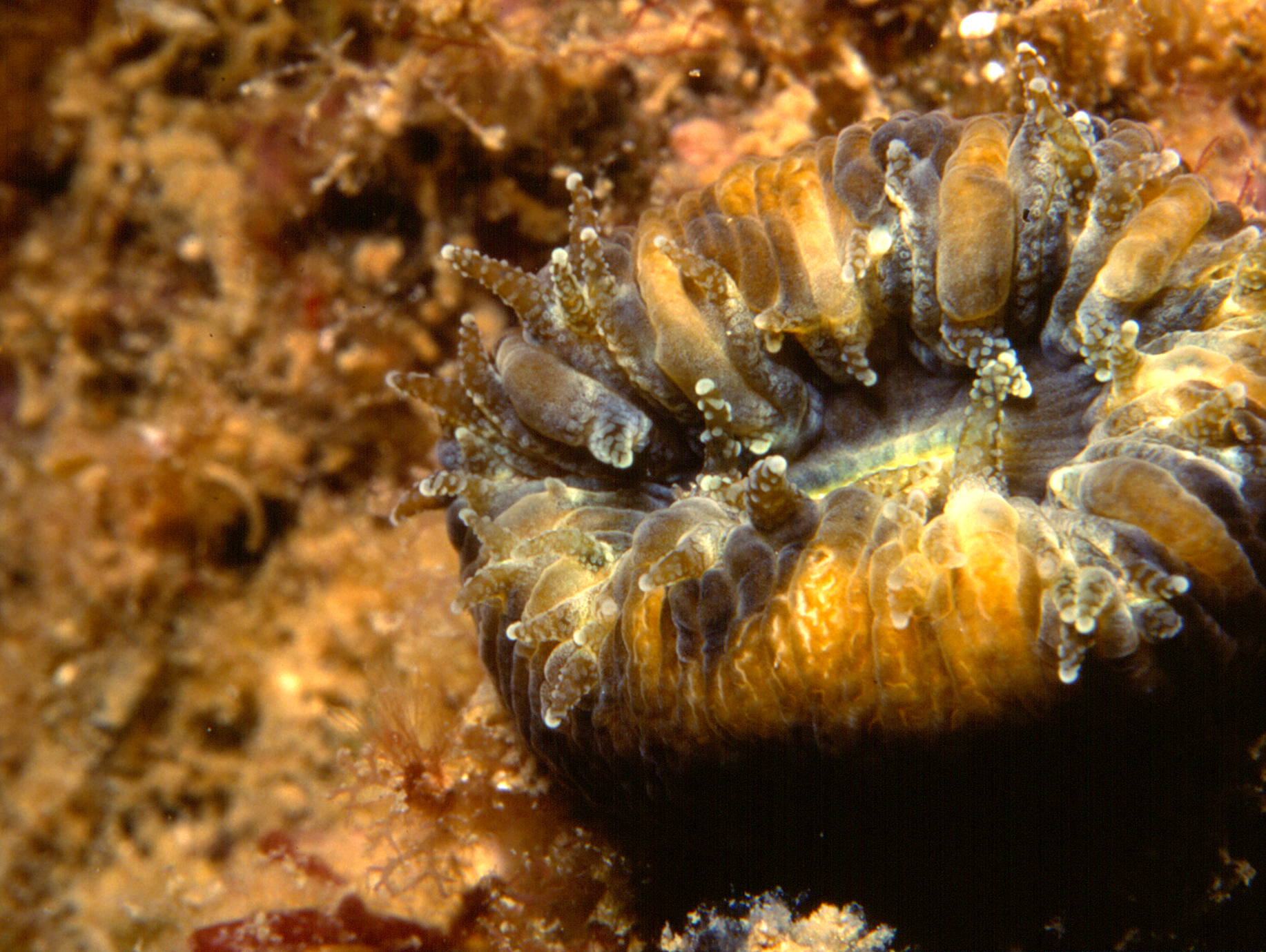
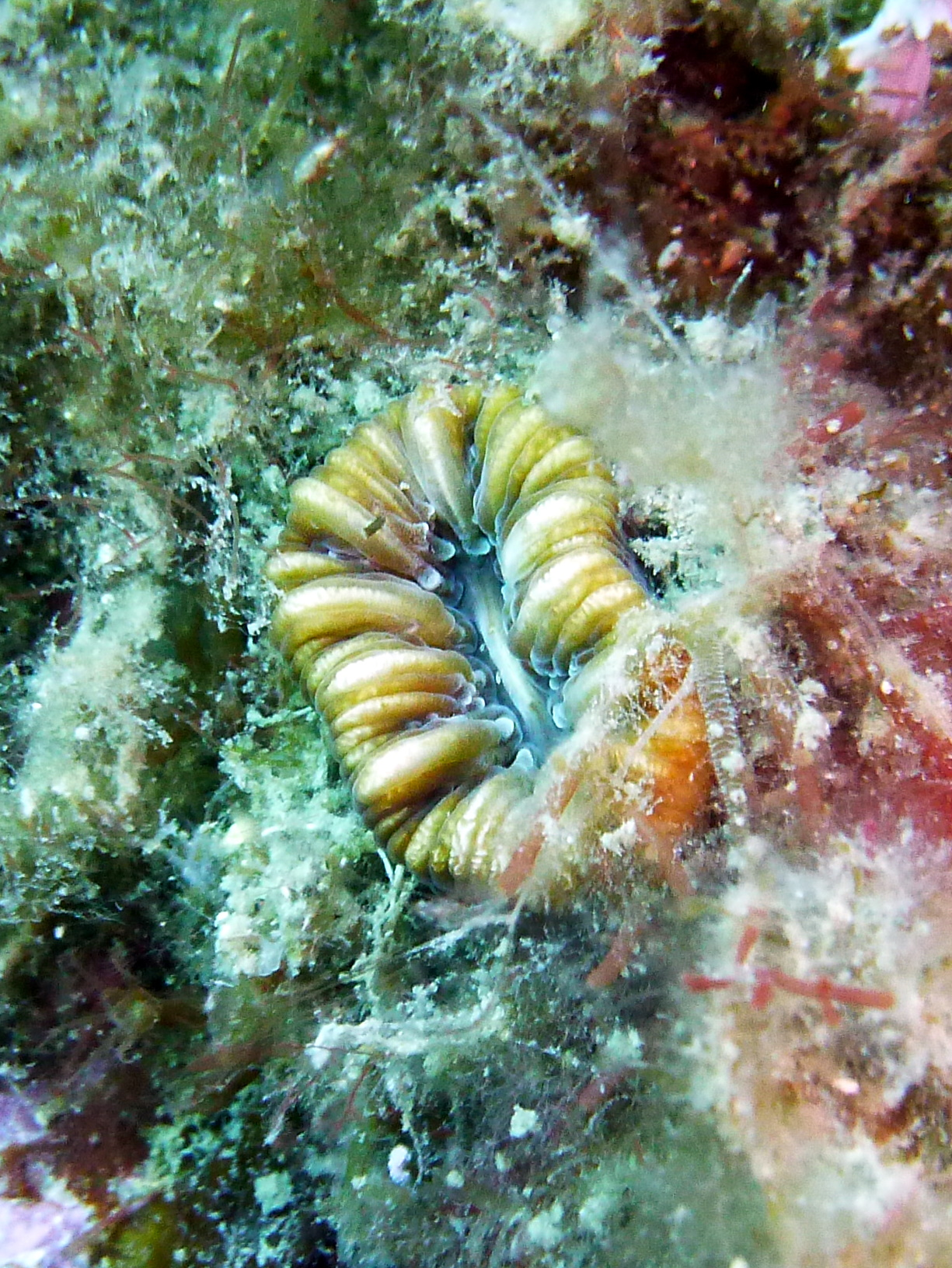